# あほだら経

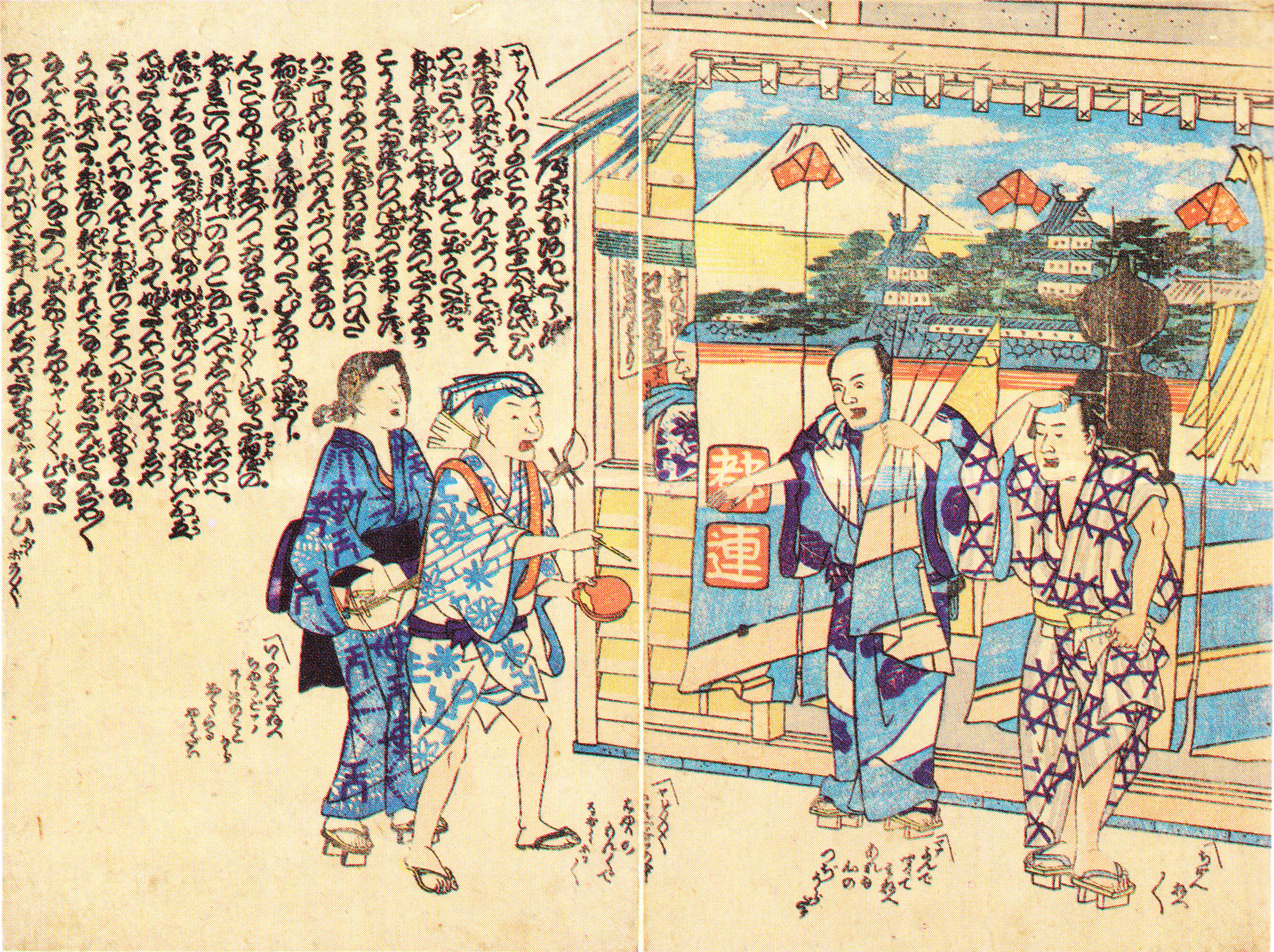
道楽寺あほだら経。幕末に流行した

あほだら経（あほだらきょう、阿呆陀羅経）は、軽快な早間口調の俗謡。幕末期から明治期に多く見られた。〽仏説あほだら経……」という歌い出しの戯れ文句で始まる。

## 概要
江戸・東京や上方の都市で、願人坊主が門付して歩いた話芸である。世間一般の話題や時事風刺を交えながら俗謡の節にのせて語る。後にヒラキから寄席芸となり、漫才に取り込まれるなどしながら昭和の時代まで主に見られた。また、ちょぼくれ・ちょんがれときわめて近い存在の芸能である。『摂陽奇観』の四十四、1811年（文化8年）の項に、呑竜という僧が天口斎と変名し、〈おどけ縁起〉または〈アホダラ経〉と名づけたものを戯作し、同好の僧侶仲間を集め大坂・北野大融寺前で、〈おどけ開帳〉を始めたという。ずく銭（鍋銭ともよばれる粗悪な鉄銭）の代用錫杖をふり、扇子を広げてもち、ちょんがれ坊主の風体そっくりの扮装で演じた。作者に仮名垣魯文や若菜園貞園が想定されている。文久年間（1861〜64）、阿呆陀羅経が江戸市中にあらわれたときには、錫杖を捨て、大きな木魚をたたいていたが、のちにはおもに男女二人が連れ立ち、男は手拭をかぶり、豆木魚二個を一組にしたものをたたき、女は三味線で伴奏し街を流した。明治初年、東京では筋違や両国あたりで人気を博した大道芸かっぽれ一座の人気者初丸が、阿呆陀羅経の巧者でもあった。また同じ大道芸仲間の豊年斎梅坊主（1854年 - 1927年）は当初、飴を売りながら演じていたが、1877年（明治10年）ごろには、寄席へ進出して大評判をとった。後に吹き込んだ阿呆陀羅経のレコードに〈虫尽し〉〈無いもの尽し〉〈反物尽し〉など数種がある。「あほだら経」には「ないない尽くし」「諸物価値上がり」など多様な演目のあることが知られるが、江戸末期の当時、相当に強烈な政治批判が含まれるものもある。下記の「無いもの尽くし」を参照のこと。

## 影響
「あほだら経」は江戸後期から明治期に祭文と呼ばれた諸芸能（「デロレン祭文（貝祭文）」や特に「ちょぼくれ」「ちょんがれ」）と非常に近い類縁である。のちの浪曲は、「あほだら経」「デロレン祭文」「ちょぼくれ（又は、ちょんがれ）」などに説経節、民謡や俗謡も取り入れて大成された。
あほだら経を舞台芸にしたのは、明治から大正にかけて東京を中心に活躍した梅坊主であったと言われている。梅坊主が組合を結成しようとして人数が足りなかった「東京浪花節組合」に入って遊芸稼人（芸人）の鑑札を取っていた話がある。同時代には、東京に春風亭年枝がおり、また上方では笑福亭松光が余興に「あほだら経」を披露した。さらに明治の中期以降、初代若松家正右衛門が「高級萬歳」と称して高座に上がった。寄席の色物として松島遊廓（大阪市西区）の中島席や天満（大阪市北区）の吉川席などでさかんに演じられたという記録がのこっている。
大正時代には、劇中で歌われたものが活動写真化すると弁士の染井三郎が歌い、東京レコードへ吹き込みをするなどする。昭和初期にはジャズ化され「笑の王国」が採上げ、渡辺篤や三益愛子が歌った。また喜劇王エノケンこと榎本健一が座付作家菊谷栄を擁して作った舞台で、阿呆陀羅経をルンバで演じた台本が残されている。演芸をこよなく愛する作家、正岡容が見る限り、梅坊主の寄席出演で一度も阿呆陀羅経を見なかったという。
また、関西では初代若松家正右衛門を含めた弟子一門が継承、萬歳から万才、漫才と変遷を通して活躍した砂川捨丸・中村春代、太平洋戦争後には初代正右衛門の弟子の山崎正三・都家文路、市川福治・かな江、荒川キヨシ・小唄志津子らが「あほだら経」を伝承した。横山ホットブラザーズのアキラも芸談の中で市川福治からあほだら経を習ったと証言している。
戦時中の1943年7月、情報局を揶揄する阿呆陀羅経は怪文書として残され、後に専門とする辻田真佐憲に収集・発表された
。
立川談志は、「談志・円鏡 歌謡合戦」（1969年 - 1973年、ニッポン放送）において、鳴り物として阿呆陀羅経の木魚を使用し、後の番組「立川談志・太田光 今夜はふたりで」（2007年10月6日 - 2008年3月29日、TBSラジオ）でその演出は受け継がれた。
また、放浪芸の研究・考察・実践をライフワークとしていた小沢昭一は、阿呆陀羅経を劇中に取り入れた。
現代において、語尾に韻を踏む、早口でリズムに乗りメロディを重視しない等の特徴が重なることから、日本語ラップの源流として見る向きは多い。
文学には司馬遼太郎の「逃げの小五郎」において、後の木戸孝允が逃亡中に、あほだら経（願人坊主）に扮した描写がある。
現在では喜味家たまごや姉様キングスが芸を継承している。他に「パギやん」こと趙博も阿呆陀羅経を演じている。

## 詞章の一例
あほだら経の詞章の例を挙げる。
幕末、桜田門外の変が起きた頃に流行した「ないもの尽し」を採集した例。〓は不明箇所。上の画像にある「道楽寺あほだら経」の詞そのものである。
他には、加藤秀俊ほか著『明治・大正・昭和世相史』（社会思想社）や南博ほか編『近代庶民生活誌』（三一書房）に詞章の例が掲載されている。